# Hollich

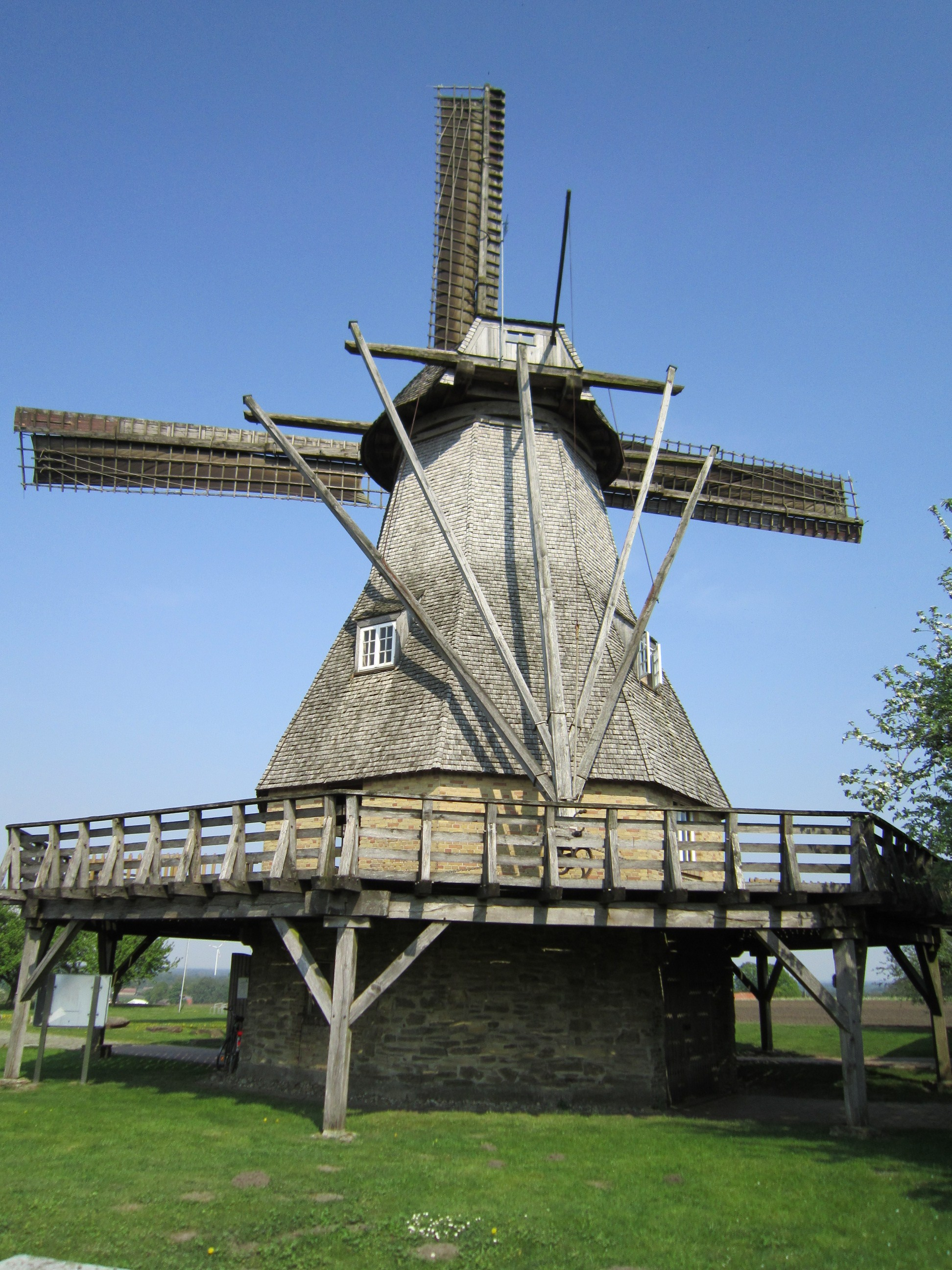
Windmühle Hollich

Hollich ist eine Bauerschaft im Ortsteil Burgsteinfurt der Stadt Steinfurt in Nordrhein-Westfalen. Die Bauerschaft liegt inmitten der münsterländischen Parklandschaft, umgeben vom Buchenberg (110 m ü. NN), der Steinfurter Aa, sowie dem Emsdettener Venn und dem Borghorster Venn. Die Bauerschaft hat seit 1490 eine eigene Schützengesellschaft.

## Eingemeindung
Am 1. April 1939 wurde die Gemeinde Hollich in die Stadt Burgsteinfurt eingegliedert. Bis dahin gehörte sie zum Amt Steinfurt. Seit dem 1. Januar 1975 gehört Hollich zur Stadt Steinfurt.

## Kultur und Sehenswürdigkeiten

### Mühle

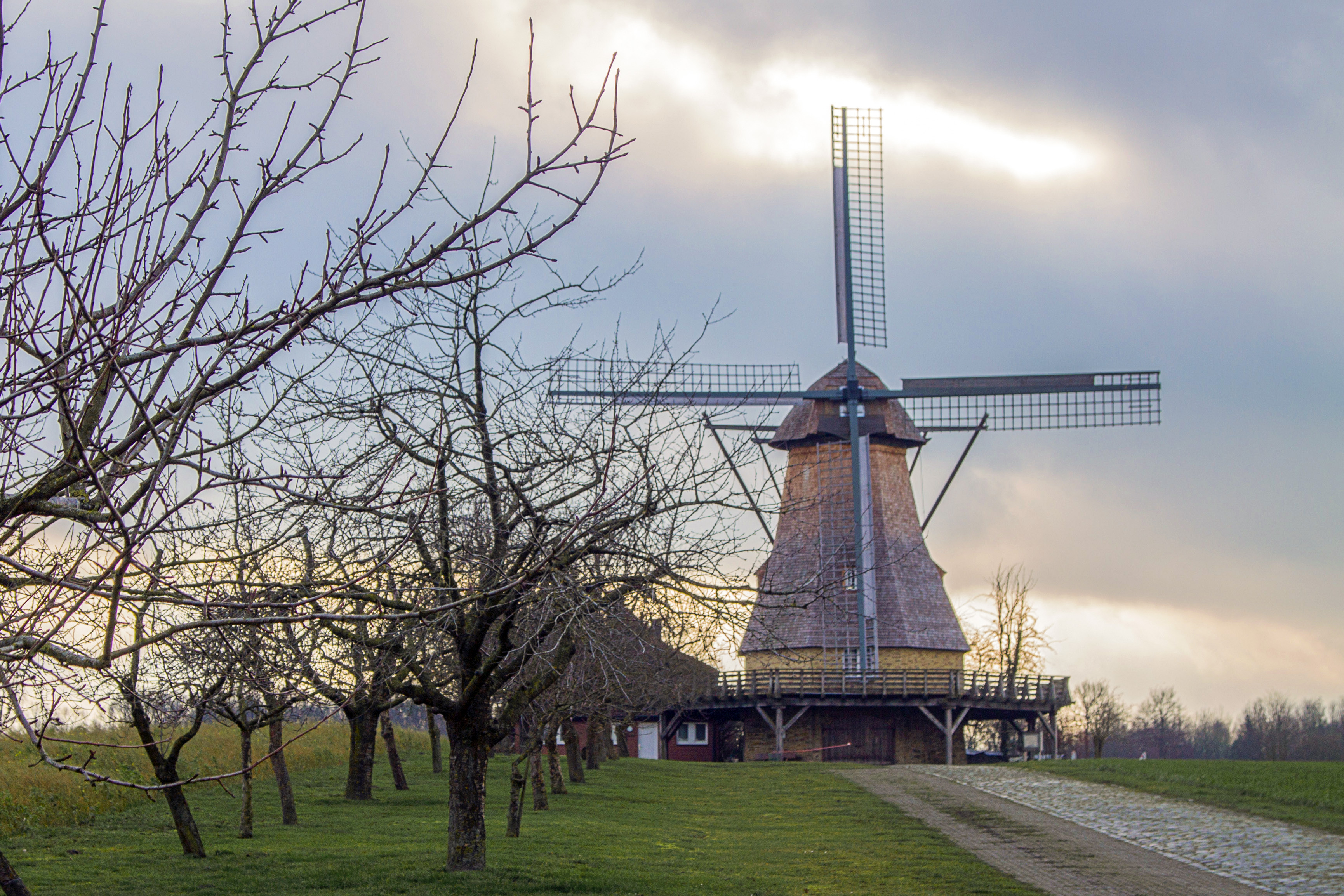
Hollicher Mühle

1859 errichteten der Müller Elshorst aus Ahaus und der Ökonom Börger aus Weseke im Hollicher Esch einen Galerie-Holländer mit Besegelung und Steert auf massiv errichtetem Achtkant. Mithilfe eines Fördervereins wurde die inzwischen vom Verfall bedrohte Mühle ab 1985 restauriert und am 24. September 1988 der Öffentlichkeit übergeben. Seitdem steht die Hollicher Mühle im Sommer an jedem Samstagnachmittag Besuchern offen.

### Hollicher Schützengesellschaft
Eine große Rolle spielt die seit 1490 in Hollich ansässige Hollicher Schützengesellschaft. Mit 850 Mitgliedern zählt sie zu den größten Schützengesellschaften Deutschlands. Einmal jährlich findet das Hollicher Schützenfest an der Hollicher Landwehr statt. Der Verein organisiert im Jahr viele Feste, wie z. B. an Karneval, das Schützenfest oder Buxenbeer, einem Fest eine Woche nach Karneval und wohl die am besten besuchte Veranstaltung in Hollich. Im Mai 2015 feierte die Hollicher Schützengesellschaft ein Jubiläumsschützenfest zum 525-jährigen Bestehen, an dem zeitweise 4000 Personen gleichzeitig teilnahmen.

## Verkehr und Infrastruktur

### Verkehr
Die Landesstraßen L 559, L 578 und L 580 sowie weitere, kleinere Straßen verbinden Hollich mit den umliegenden Orten. Im Westen gibt es eine Anschlussstelle der autobahnähnlich ausgebauten Bundesstraße 54.
Es gab einen Betriebsbahnhof mit Kreuzungs- bzw. Überholgleis, der den Namen Hollich trug. Er lag an der Strecke Coesfeld - Rheine (Teil der Verbindung Duisburg - Quakenbrück) - diente jedoch nie dem Reiseverkehr. Der Personenverkehr ist 1984 eingestellt und das Stellwerksgebäude Ende der 80er-Jahre abgerissen worden. 2008 wurde dieses ehemalige Streckenstück als Teil der RadBahn Münsterland zu einem Radweg umgebaut.

### Energie
In der Gemarkung befindet sich der gleichnamige Windpark Hollich mit einer Leistung von 77,5 MW und 35 Windenergieanlagen.